# Dukuduku
Dukuduku est une localité située dans la province du KwaZulu-Natal, en Afrique du Sud. Elle est connue pour abriter la forêt de Dukuduku, une forêt tropicale de plaine riche en biodiversité.

## Géographie
Dukuduku est située à proximité des villes de Mtubatuba . Elle se trouve à l'entrée du Parc de la zone humide d'iSimangaliso, un site classé au patrimoine mondial de l'UNESCO.

## Environnement
La localité est réputée pour la forêt indigène de Dukuduku, qui couvre environ 65 000 hectares. Cette forêt est l'une des dernières forêts côtières de plaine du pays et abrite plusieurs espèces d'arbres rares et menacées.

## Histoire
Dukuduku a été au centre de tensions liées à la conservation et à l’occupation des terres. Des habitants locaux se sont installés illégalement dans la forêt, entraînant des conflits entre les autorités environnementales et la population.

## Économie
L'économie de Dukuduku repose principalement sur l’agriculture et le tourisme, notamment grâce à la proximité du Parc de la zone humide d'iSimangaliso.